# Драка во время игры «Нью-Йорк Никс» — «Денвер Наггетс»
Драка во время игры «Никс» — «Наггетс» — случай в матче Национальной баскетбольной ассоциации между командами «Нью-Йорк Никс» и «Денвер Наггетс», случившийся в Madison Square Garden (Нью-Йорк) 16 декабря 2006 года. Эта драка стала первой в НБА, после инцидента в 2004 году в матче «Пи́стонс» — «Пэ́йсерс».
Инцидент произошёл после того, как игрок «Никс» Марди Коллинса грубо сфолил на Джей Аре Смите за несколько секунд до конца матча. Все игроки от обеих команд, находившихся на тот момент на площадке, сразу же начали драку, которая распространилась по разным частям площадки. В итоге все 10 игроков, которые в тот момент были на площадке, были удалены, а 7 из них получили дисквалификации, в общей сложности на 47 игр и 1 234 548 долларов потерянной зарплаты.
Тренеры обеих команд также принимали участие в драке, но они не были оштрафованы. Также игрок «Наггетс» Кармело Энтони из-за участия в драке подорвал свою репутацию.

## Матч

### Перед дракой
«Нью-Йорк Никс» подошёл к этому домашнему матчу с отрицательным балансом побед и поражений (9-17), а «Денвер Наггетс» — с положительным (13-9). Весомая разница в положении в таблицах своих конференций (а они у клубов разные: «Наггетс» играют в Западной конференции, а «Никс» — в Восточной) дала о себе знать. «Никс» всю встречу проигрывали по игре, они ни разу не выходили вперёд; лишь 5 раз доводили счёт до ничейного.
«Наггетс» выиграли первую половину с разницей «+13» (67:54). Однако гости ничуть не сбавили обороты, в третьей четверти набрав ещё 27 очков. «Никс» пытались забивать больше, и в первой четверти им удалось за полторы минуты забить 10 очков подряд. Но в третьей четверти «Денвер» обезопасил себя, забив за 3,5 минуты 15 очков.
Лучшим снайпером «Наггетс» в этом матче стал Кармело Энтони (34 очка). Единственный «дабл-дабл» в матче сделал Андре Миллер (12 очков и 10 передач). Лучшим снайпером «Никс» стал Стефон Марбери (31 очко, личный рекорд в сезоне).

### Драка
За 1 минуту 15 секунд до окончания матча Денвер вел в счёте 119:100. В тот момент Марди Коллинс совершил грубый фол на Джей Аре Смите. Как полагается по правилам, Коллинса удалили, что вызвало выяснение обстоятельств.
Первым физическую силу применил Нэйт Робинсон, одноклубник Коллинса, против Смита, так как Нэйт считал, что Смит «красиво упал». В ответ Джей Ар сделал подкат в ноги Робинсону.
За дерущихся заступились все игроки, находившееся на тот момент на паркете. Соперники разошлись по разным углам площадки, и там вели бои. По ходу драки Кармело Энтони разбил лицо Марди Коллинсу, отправив его в нокаут. Товарищ Коллинса по команде Джаред Джеффрис догнал Кармело и собирался ударить, но партнёры «карамельного» по команде поймали разъярённого Джеффриса.
В этой ситуации судья пошёл разнимать игроков. И тогда же на площадку вышел Линас Клейза, который по сигналу судьи бросил два штрафных броска, полагавшихся за грубый фол. Один из них достиг цели, и счёт стал 120:100.
В итоге все 10 игроков были удалены с площадки. И их всех (кроме Клейзы, который уже сменил Кармело Энтони) заменили.

## Реакция

### Наказания
| Игрок           | Команда  | Игр штрафа | Вычет зарплаты, $ |
| --------------- | -------- | ---------- | ----------------- |
| Кармело Энтони  | Денвер   | 15 игр     | 640 097           |
| Джей Ар Смит    | Денвер   | 10 игр     | 126 142           |
| Нэйт Робинсон   | Нью-Йорк | 10 игр     | 107 771           |
| Марди Коллинс   | Нью-Йорк | 6 игр      | 49 084            |
| Джаред Джеффрис | Нью-Йорк | 4 игры     | 189 636           |
| Нене            | Денвер   | 1 игра     | 72 727            |
| Джером Джеймс   | Нью-Йорк | 1 игра     | 49 091            |

### Реакция НБА
Комиссар НБА Дэвид Стерн оштрафовал всех игроков, а также сказал:
Это наша обязанность решать и не допускать такие случаи в будущем.
В итоге командам пришлось заплатить штраф в размере 500 тыс. долларов.

### Реакция публики
Многие спортивные журналисты называли это повторением инцидента 2004 года. 81 % корреспондентов SportsNation сказали, что эти драки сильно различаются по поводам, приведшим к беспорядкам: в 2004 это был кинутый стакан с трибуны болельщиков, а 2006 — ссора между игроками. Однако Майкл Вентр сказал, что второй случай был хуже, так как на матче двухлетней давности был только один виновник случившегося, а здесь — 10 человек.
Также Стив Фрэнсис сказал, что реакция СМИ основана на исключительно «национальной почве». Фрэнсис говорил о том, что самые худшие драки были в МЛБ и НХЛ, однако он обратил внимание на «слишком большое количество чернокожих игроков в НБА». С этим согласились многие эксперты, интересующиеся НБА. Майк Вильбон заметил, что игроки Национальной Баскетбольной Ассоциации находятся под большим контролем поведения на матчах, в сравнении с игроками из других профессиональных лиг США.

## Данные матча
| 16 декабря 2006 19:30 | Отчёт | Денвер Наггетс             | 123 : 100 | Нью-Йорк Никс | Madison Square Garden, Нью-Йорк Зрителей: 19763 Судьи: Дик Баветта, Вайолет Памер, Робби Робинсон |
| 16 декабря 2006 19:30 | Отчёт | 29:22, 38:32, 27:30, 29:16 |           |               | Madison Square Garden, Нью-Йорк Зрителей: 19763 Судьи: Дик Баветта, Вайолет Памер, Робби Робинсон |
| 16 декабря 2006 19:30 | Отчёт | Энтони 34                  | Очки      | Мэрбери 31    | Madison Square Garden, Нью-Йорк Зрителей: 19763 Судьи: Дик Баветта, Вайолет Памер, Робби Робинсон |
| 16 декабря 2006 19:30 | Отчёт | Кэмби, Эванс по 9          | Подборы   | Ли 15         | Madison Square Garden, Нью-Йорк Зрителей: 19763 Судьи: Дик Баветта, Вайолет Памер, Робби Робинсон |
| 16 декабря 2006 19:30 | Отчёт | Миллер 10                  | Передачи  | Мэрбери 8     | Madison Square Garden, Нью-Йорк Зрителей: 19763 Судьи: Дик Баветта, Вайолет Памер, Робби Робинсон |